# Світлична Ганна Павлівна
Га́нна Па́влівна Світли́чна (20 квітня 1939 , Павлоград, Дніпропетровська область  — 11 листопада 1995 , Павлоград, Дніпропетровська область ) — українська поетеса. Член Спілки письменників України від 1962 року.

## Життєпис
Народилася 20 квітня 1939 року в місті Павлоград Дніпропетровської області в сім'ї службовця.
З семи років прикута до ліжка тяжкою недугою, освіту здобувала самотужки. Рано почала писати, поезія була єдиною її розрадою. 1961-го вийшла перша її книжка поезій «Стежки неходжені весняні», численні рецензії і відгуки засвідчили: з'явився поет. Наступного року Ганну Світличну прийнято до Спілки письменників України.
Книжки: «Золоте перевесло» (1963), «Сонячні причали» (1966). «Дозрівання» (1969). «Кольори» (1970). За книгу «Літозбір» (1973) вона була ушанована республіканською літературною премією імені Миколи Островського. Цю збірку пізніше перевидали в російському перекладі.
16 книжок віршів, численні публікації у збірниках, журналах «Вітчизна», «Дніпро», «Прапор», республіканських і місцевих газетах — ось творча спадщина поетеси, яка передчасно, у 1995 році, пішла з життя.
Її біографія — в її віршах. У них перелились думки, почуття, переживання, в них втілилась дуже слабкої фізично, але сильної духом жінки.
Померла вранці 11 листопада 1995 року на 56-му році життя. У Павлограді в будинку, де жила Ганна Світлична, відкрито музей.

## Творчість
Збірки поезій:
| "І ось межа — я зупинюсь на ній..."        |
| "Від ясних зір. І тихих вод..."            |
| "День, як зізнання у любові..."            |
| "Десь там, на синіх плесах лук..."         |
| "Земля поетів i земля пророків..."         |
| "Земля поетів і земля пророків..."         |
| "Ну що нам січневий цей скипень..."        |
| "Під цими ірпінськими небесами..."         |
| "По той бік сніги — і по цей бік сніги..." |
| "Повториться із кокона мотиль..."          |
| "Сади цвітуть — вже не мої сади..."        |
| "Тоді життя твоє — не випадковість..."     |
| "Тут все не так. Тут все не як тоді..."    |
| "Ці небеса, ці світлі небеса..."           |
| "Через луки й урвища, через переліг..."    |
| "Я вас кохала? У якім столітті?.."         |
| І знову день - мов світлі соти.            |
| БАТЬКІВЩИНІ                                |
| БАТЬКО                                     |
| БРАТОВІ                                    |
| ВОСКРЕСІННЯ                                |
| ДЖЕРЕЛО                                    |
| ДУМАЮЧИ ПРО ШЕВЧЕНКА                       |
| ЛЕСІ УКРАЇНЦІ                              |
| МОНОЛОГ ФРАНКА                             |
| НАСТРОЄВЕ                                  |
| ОСКОЛКИ                                    |
| ОЦЕ ТВОЄ                                   |
| СЛОВО                                      |
| СНИ                                        |

## Інтернет-ресурси
- Хто є хто на Дніпропетровщині. Світлична Ганна Павлівна
- Клуб поезії. Світлична Ганна. Біографія
- Павлоградська міська централізована бібліотечна система. Ганна Павлівна Світлична